# L'Apprenti fermier
Pour plus de détails, voir Fiche technique et Distribution.
L'Apprenti fermier (Son in Law) est un film américain de Steve Rash, sorti en 1993.

## Synopsis
Un jeune californien branché débarque dans une ferme du Middle West.
Son look, sa bizarrerie laissent la famille de Rebecca totalement sans voix. Et lorsque celle-ci annonce à ses parents qu'elle va l'épouser, la stupéfaction est au summum.

## Fiche technique
- Titre original : Son in Law
- Titre français : L'Apprenti fermier
- Réalisation : Steve Rash
- Scénario : Shawn Schepps, Fax Bahr et Adam Small
- Photographie : Peter Deming
- Musique : Richard Gibbs
- Pays d'origine :  États-Unis
- Genre : comédie
- Durée : 95 minutes
- Date de sortie : 2 juillet 1993

## Distribution
- Pauly Shore : Crawl
- Carla Gugino : Rebecca Warner
- Lane Smith : Walter Warner
- Cindy Pickett : Connie Warner
- Mason Adams : Walter Warner Sr.
- Patrick Renna : Zack Warner
- Dennis Burkley : Theo
- Tiffani Thiessen : Tracy
- Dan Gauthier : Travis
- Ria Pavia : Carol
- Lisa Lawrence : Lisa
- Adam Goldberg : l'Indien
- Graham Jarvis : le proviseur